# Nori
Nori (japonsky: 海苔), čínsky hǎitái (海苔) a korejsky kim nebo gim (김), je japonský název různých jedlých mořských řas z rodu Porphyra, zejména P. yezoensis a P. tenera. Výraz nori se také používá k označení potravin vyrobených z této „mořské zeleniny“.
Při výrobě listů nori se řasy drtí a vzniklá hmota se suší na sítech, podobně jako při výrobě ručního papíru. Nori je možné použít i drcené jako koření. V současné době[kdy?] jsou největšími producenty nori Japonsko, Čína a Korea. V Japonsku je k pěstování řas pro výrobu nori užívána plocha více než 600 čtverečních kilometrů v pobřežních vodách, ročně je vyprodukován materiál v hodnotě přes miliardu amerických dolarů. Čína produkuje zhruba třetinu tohoto množství.
Při pěstování a zpracování nori se používají velmi vyspělé postupy. Komplikovaná biologie řas Porphyra je dobře prozkoumaná, díky čemuž je možné kontrolovat každý krok produkce nori. Řasy jsou pěstované v moři na sítích umístěných u hladiny, mezi kterými pěstitelé projíždějí na lodích. Rostliny rostou rychle, první sklizeň je možná 45 dní od „vysetí“ a další následují přibližně v desetidenních intervalech. Ke sklízení se využívají mechanické kombajny, zpracování je vysoce automatizované a přesně kopíruje tradiční postupy, jen s vyšší účinností. Výsledným produktem jsou papírově tenké černé sušené listy o rozměrech přibližně 18 x 20 cm a váze 3 gramů. Výroba listů nori byla vynalezena v Asakuse v Edu (nynějším Tokiu) během období Edo, k výrobě se používal postup výroby japonského papíru (Waši).
Nori se běžně využívají jako obal pro suši (makisuši) a rýžové koule (onigiri), jako obloha a k ochucení nudlí a polévek. Před použitím se nori obvykle opeče (jaki-nori). Velmi oblíbené jsou různé ochucené verze opečeného nori, například sojovou omáčkou, kořením a cukrem (japonský styl) nebo sezamovým olejem a solí (korejský styl). Nori je také součástí sojovou omáčkou ochucené pasty noricukudani (海苔佃煮).
Příbuzný produkt, vyráběný ze zelených řas rodu Monostroma a Enteromorpha se nazývá aonori (青海苔; doslovně zelené nori) a bývá přidáván do běžných jídel jako okonomijaki a jakisoba.
V angličtině se pro řasy nori používá název laver, v Irsku a Walesu se jí jako tzv. laverbread přidávaný do jídel z ovesných vloček.